# Nilokheri
Nilokheri is een stad en gemeente in het district Karnal van de Indiase staat Haryana. 

## Demografie
Volgens de Indiase volkstelling van 2001 wonen er 16.400 mensen in Nilokheri, waarvan 52% mannelijk en 48% vrouwelijk is. De plaats heeft een alfabetiseringsgraad van 73%. 